# Alpin större vattensalamander
Alpin större vattensalamander (Triturus carnifex)  är ett stjärtgroddjur i familjen salamandrar som förekommer i Alperna, deras omgivningar och på Balkan.

## Utseende
Den alpina större vattensalamanderns längd kan uppgå till 18 cm hos honorna, 15 cm hos hanarna. Liksom hos andra vattensalamandrar utvecklar hanen en hög ryggkam under parningstiden. Arten förekommer i två underarter: 
- T. carnifex carnifex som är mörkbrun med svarta fläckar på ovansidan, och med en varmgul till orange buk med stora, rundade, mörka fläckar.
- T. carnifex macedonicus ser likadan ut på ovansidan, men bukfläckarna är små och mycket mörkare än hos T. carnifex carnifex.[2]

## Utbredning
Den alpina större vattensalamandern finns i Sydtyskland (Bayern), Österrike, västra Ungern, södra Tjeckien, större delen av Italien, södra Schweiz, och Balkan med sydgräns i centrala Grekland. Den finns även införd i västra Schweiz (Genèvetrakten), delar av Tyskland, Portugal (Azorerna), Nederländerna och Storbritannien (Surrey).

## Vanor
Arten uppehåller sig från havsytans nivå upp till 2 000 m. Den återfinns i flera olika biotoper från torrt medelhavsklimat till bokskog. För parningslek och larvutveckling är den beroende av vatten, men den kan hålla tillgodo med allt från permanenta vattensamlingar till temporära sådana, som stenbrott, källor, dammar samt vattentråg och -tankar för boskap.  I norra Italien har den också hittats i risfält. Vattenfasen varar från våren och omkring 4 månader framåt; under denna tid livnär sig vattensalamandern på ryggradslösa vattendjur, unga vattensalamandrar och grodyngel. Under landfasen konsumerar den insekter, maskar, gråsuggor, mollusker och andra ryggradslösa djur.

### Fortplantning
Lektiden infaller under våren. Som alla vattensalamandrar leker arten i vatten, där honan lägger upp till 250 ägg. På grund av en letal mutation utvecklas bara omkring 50% av dessa. Arten kan bastardera med andra Triturus-arter, i synnerhet större vattensalamander.